# 판타지 〈환상곡〉
《판타지 〈환상곡〉》(일본어: ファンタジー〈幻想曲〉 한타지 겐소쿄쿠[*])은 일본의 여가수 나카모리 아키나(中森明菜)의 세 번째 정규 음반으로 1983년 3월 23일에 발매하였다. (LP: L-12570, CT: LKF-8070)
이미 그녀의 세 번째 싱글인 〈세컨드 러브〉는 지난해 11월 10일 발매된 이래 히트를 거듭하여 그녀에게 첫 1위를 안겨준 곡이었고 이어서 정규 음반마저 출시하였다. 음반 밑에는 홍보 프레이즈로 “아키나는 꿈입니다. 아키나가 비상합니다. 그 가능성은 무한입니다. 세 번째 앨범 완성!”(明菜は夢みます。明菜は翔きます。その可能性は無限です。サード・アルバム完成!)이라 쓰여져 있다. 이 때 음반 한정판에는 나카모리라 직접 쓴 가사 팜플렛이 담겨있었다. 이 음반에 수록되어 있던 곡으로 나카모리는 이듬해에 이 곡들로 전국 콘서트 투어를 처음으로 개최하였다. 1983년 4월 4일, 오리콘 주간 앨범 차트에 처음으로 진입, 곧바로 4주 연속 1위를 달성하였고 이후로도 26주 동안 오리콘 주간 차트 톱100에 머물렀다. 뒤이어 1983년 연간 앨범 차트 4위를 달성하는 준수한 성적을 거뒀다.

## 수록곡
| #            | 제목                                                              | 작사            | 작곡              | 편곡          | 재생 시간 |
| ------------ | ----------------------------------------------------------------- | --------------- | ----------------- | ------------- | --------- |
| 1.           | 〈〈아키나로부터……〉(明菜から……。 아키나카라[*])〉                |                 | 하기타 미츠오     | 하기타 미츠오 | 2:17      |
| 2.           | 〈〈유리빛 밤에〉(瑠璃色の夜へ 루리이로노요루에[*])〉             | 키스기 에츠코   | 사세 쥬이치       | 하기타 미츠오 | 3:40      |
| 3.           | 〈〈아방튀르〉(アバンチュール 아반추루[*])〉                      | 오카자키 마이코 | 모리 카즈미       | 하기타 미츠오 | 4:16      |
| 4.           | 〈〈떠들썩한 계절에〉(にぎわいの季節へ 니기아이노기세츠에[*])〉   | 오오츠 아키라   | 키모리 토시유키   | 하기타 미츠오 | 4:09      |
| 5.           | 〈〈상처뿐인 러브〉(傷だらけのラブ 키즈다라케노 라부[*])〉        | 다테 아유미     | 요시노 후지마루   | 하기타 미츠오 | 3:32      |
| 6.           | 〈〈눈을 감고 짧은 여행〉(目をとじて小旅行 메오토지테코료코[*])〉 | 시노즈카 마유미 | 시게무라 야스히코 | 하기타 미츠오 | 4:36      |
| 7.           | 〈〈세컨드 러브〉(セカンド・ラブ 세칸도 라부[*])〉                | 키스기 에츠코   | 키스기 다카오     | 하기타 미츠오 | 4:26      |
| 8.           | 〈〈사춘기〉(思春期 시슌키[*])〉                                  | 우리노 마사오   | 세리자와 히로아키 | 하기타 미츠오 | 3:56      |
| 9.           | 〈〈More 더 사랑해줘〉(Moreもっと恋して 모어 못토코이시테[*])〉   | 다테 아유미     | 요네쿠라 요시히로 | 하기타 미츠오 | 4:05      |
| 10.          | 〈〈그 녀석은 조크〉(アイツはジョーク 아이츠와조쿠[*])〉          | 나카자토 츠즈루 | 후쿠시마 구니코   | 하기타 미츠오 | 3:27      |
| 총 재생 시간 | 총 재생 시간                                                      | 총 재생 시간    | 총 재생 시간      | 총 재생 시간  | 38:27     |